# Knall und Fall als Detektive
Knall und Fall als Detektive ist ein deutsch-österreichischer Filmschwank aus dem Jahre 1953 von Hans Heinrich mit Hans Richter und Rudolf Carl in den Titelrollen. Der Geschichte liegt der Roman „Die Sache mit dem Koffer“ von Hannes Peter Stolp zugrunde.

## Handlung
Die beiden tollpatschigen Landstreicher Knall und Fall sind mal wieder auf der Straße unterwegs. Diesmal erhalten sie von einem zerstreuten Professor den Auftrag, einen Koffer zu transportieren. Die zwei Einfaltspinsel wissen nicht, welchen Inhalt sie mit sich herumschleppen, nämlich hochexplosiven Sprengstoff, eine ganz neue Erfindung. Ein weiterer Wissenschaftler in einer anderen Stadt wartet bereits auf die hochexplosive Ware. Doch trottelig wie Knall und Fall nun mal sind, wird der Koffer der beiden durch eine Unachtsamkeit unterwegs vertauscht, und zwei Ganoven geraten in seinen Besitz. Dann heftet sich auch noch ein Privatdetektiv an ihre Fersen. Nach einigem Hin und Her gelingt es den schusseligen Wanderburschen schließlich doch noch die brisante Fracht beim Empfänger unbeschadet abzuliefern. Erst jetzt erfahren sie, was sie die ganze Zeit mit sich herumgeschleppt haben, und so nehmen Knall und Fall daraufhin schlagartig Reißaus, ohne die bereits für sie bereitliegende Belohnung in Empfang nehmen zu können.

## Produktionsnotizen
Knall und Fall als Detektive war die Fortsetzung des im Vorjahrentstandenen Lustspiels Knall und Fall als Hochstapler und entstand im Frühjahr 1953 in den CCC-Studios von Berlin-Spandau sowie in Berlin-Grunewald und Spandau-Altstadt (Außenaufnahmen). Die Uraufführung erfolgte am 29. Mai 1953 in Nürnberg, die Berliner Premiere war am 19. Juni desselben Jahres.
Herbert Sennewald hatte die Produktionsleitung. Rolf Zehetbauer gestaltete die Filmbauten. Der Film entstand nach einem alten Drehbuchentwurf des bereits fünf Jahre zuvor verstorbenen Philipp Lothar Mayring.

## Kritiken
Der Spiegel schrieb: “Zweiter Versuch des Klamottiers Hans Richter und seines weinerlichen Wiener Partners Rudolf Carl sich als Pat-und-Patachon-Erben zu legitimieren. Die beiden sind vom hohen Ziel noch weit entfernt, und der Film gewinnt nur im Vergleich zu seinem Vorgänger. Das Publikum delektiert sich vor allem an den ausgedehnten Robb- und Kriechübungen des Paares.”
Im Lexikon des Internationalen Films heißt es: „Zweiter und letzter Versuch, ein deutschsprachiges Komiker-Duo auf den Spuren von Laurel und Hardy bzw. Pat und Patachon zu etablieren. Ähnlich ohne Charm und Ideen wie der Vorgänger "Knall und Fall als Hochstapler".“